# Julian Cox
Julian Cox, död 1663, var en engelsk kvinna som avrättades för häxeri. 
Hon åtalades anklagad för att ha förhäxat en ung tjänsteflicka till döds. 
Hon avrättades för häxeri genom hängning i Taunton i Somersetshire in 1663. Hon avrättades under en tid då häxprocesser blev allt mer ovanliga i England.